# Chery Q22
Chery Q22 или Karry Youyou (UU, 优优) — минивэн, производившийся с 2009 по 2022 год суббрендом Karry компании Chery.

## Описание
Karry Youyou был запущен в производство в 2009 году. В 2012 году был налажен выпуск версии extended edition с длинной колёсной базой, которая до 2018 года выпускалась параллельно с оригинальной моделью. Автомобиль оснащался 1,2-литровым двигателем мощностью 50 кВт и крутящим моментом 90 Н·м. Максимальная скорость — 120 км/ч. Ценовой диапазон варьировался от 34500 до 46400 юаней.

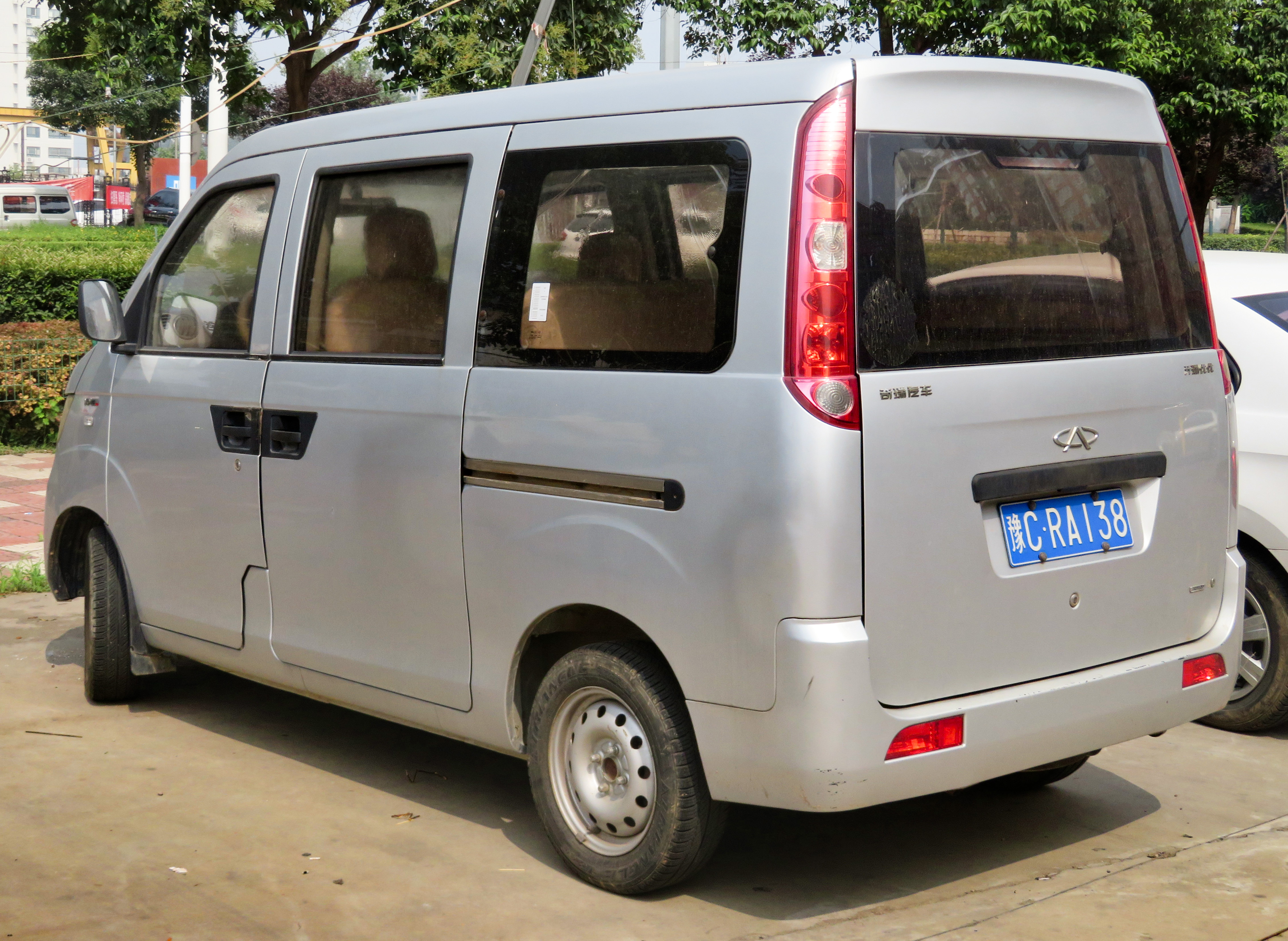
Chery Q22 (Karry Youyou)
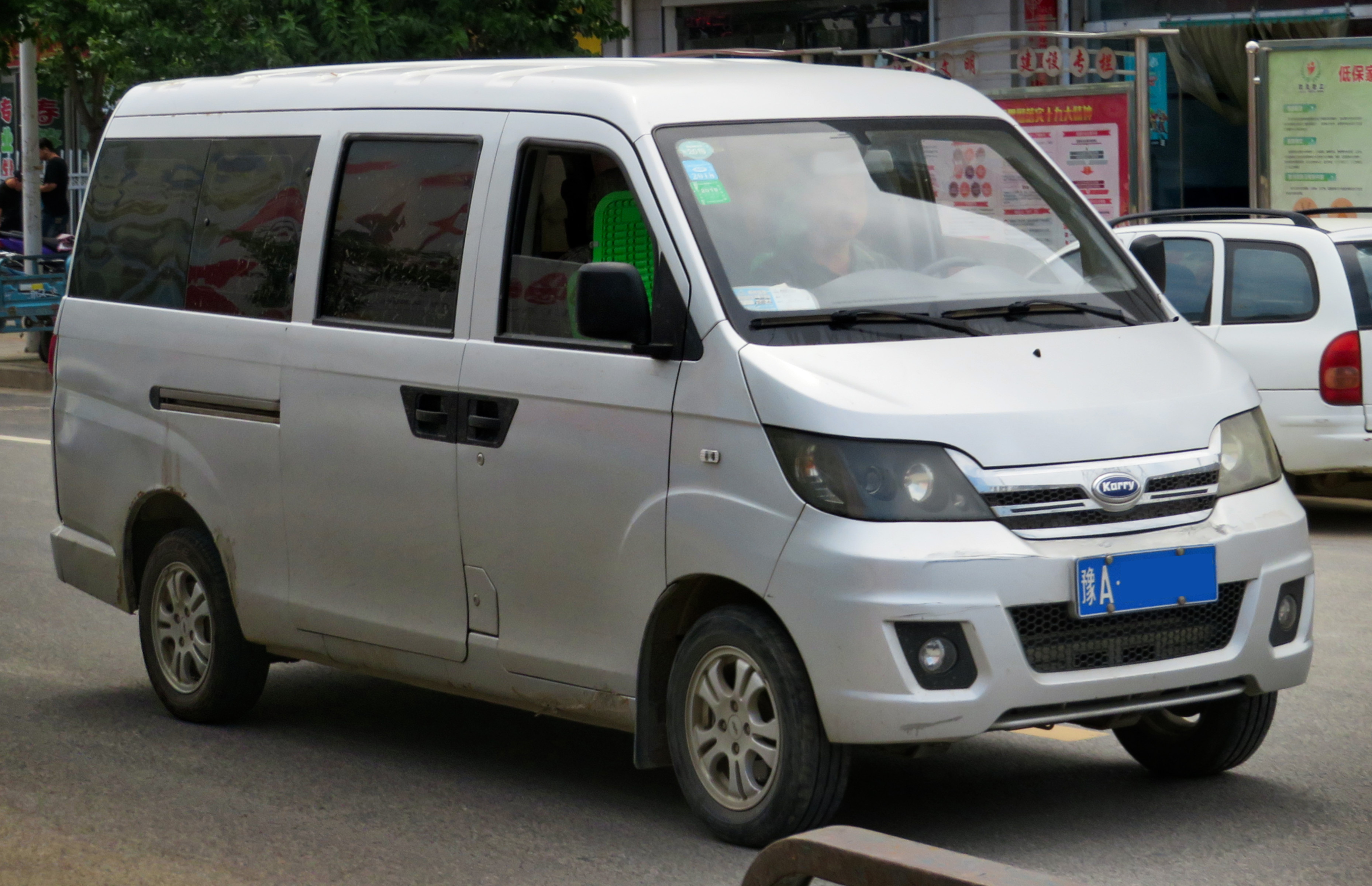
Karry Youyou II Q22L

### Youjin T5
Youjin T5 — пикап на базе Youyou, запущенный в производство в ноябре 2020 года. Длина грузового отсека T5 с одинарной кабиной составляет 3200 мм, колёсная база — 3285 мм, а общая площадь кузова — 5,22 м2. Длина грузового отсека T5 с двойной кабиной составляет 2500 мм. Youjin T5 оснащён 1,5-литровым рядным четырёхцилиндровым двигателем DAM15KR мощностью 116 л. с. и крутящим моментом 150 Н·м. Коробка передач — пятиступенчатая механическая.

## Karry Youyou EV/Youjin EV
Karry Youyou EV и Youjin EV — грузовые электромобили на базе Chery Karry Youyou. Youyou EV приводился в движение электродвигателем HLTZ220XS мощностью 82 л. с. и крутящим моментом 180 Н·м. Ёмкость аккумулятора варьируется от 34 до 40 кВт·ч, а запас хода — от 228 до 260 км. Передняя подвеска — Макферсон, задняя — рессорная. Компоновка — среднемоторная, заднеприводная.

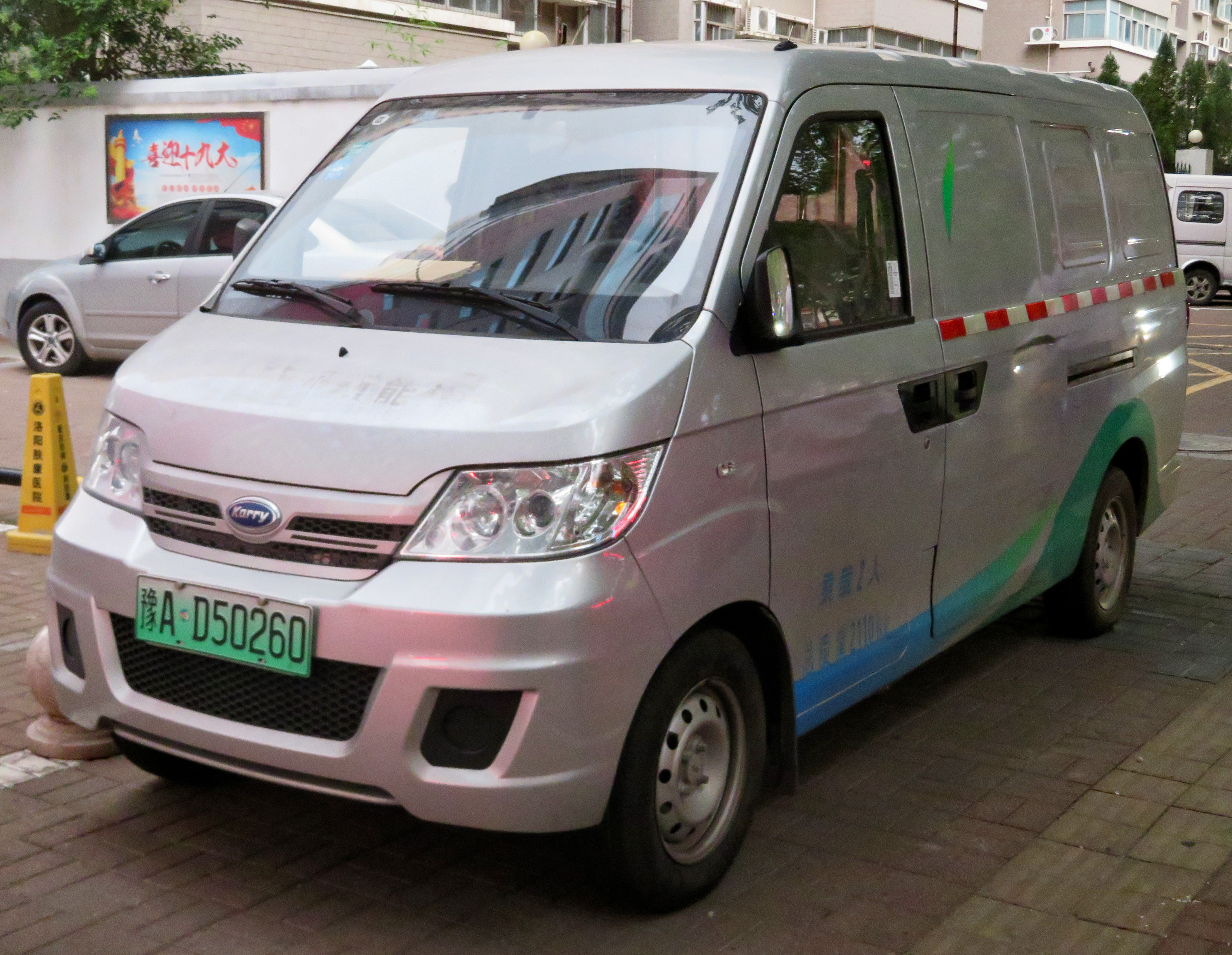
Вид спереди
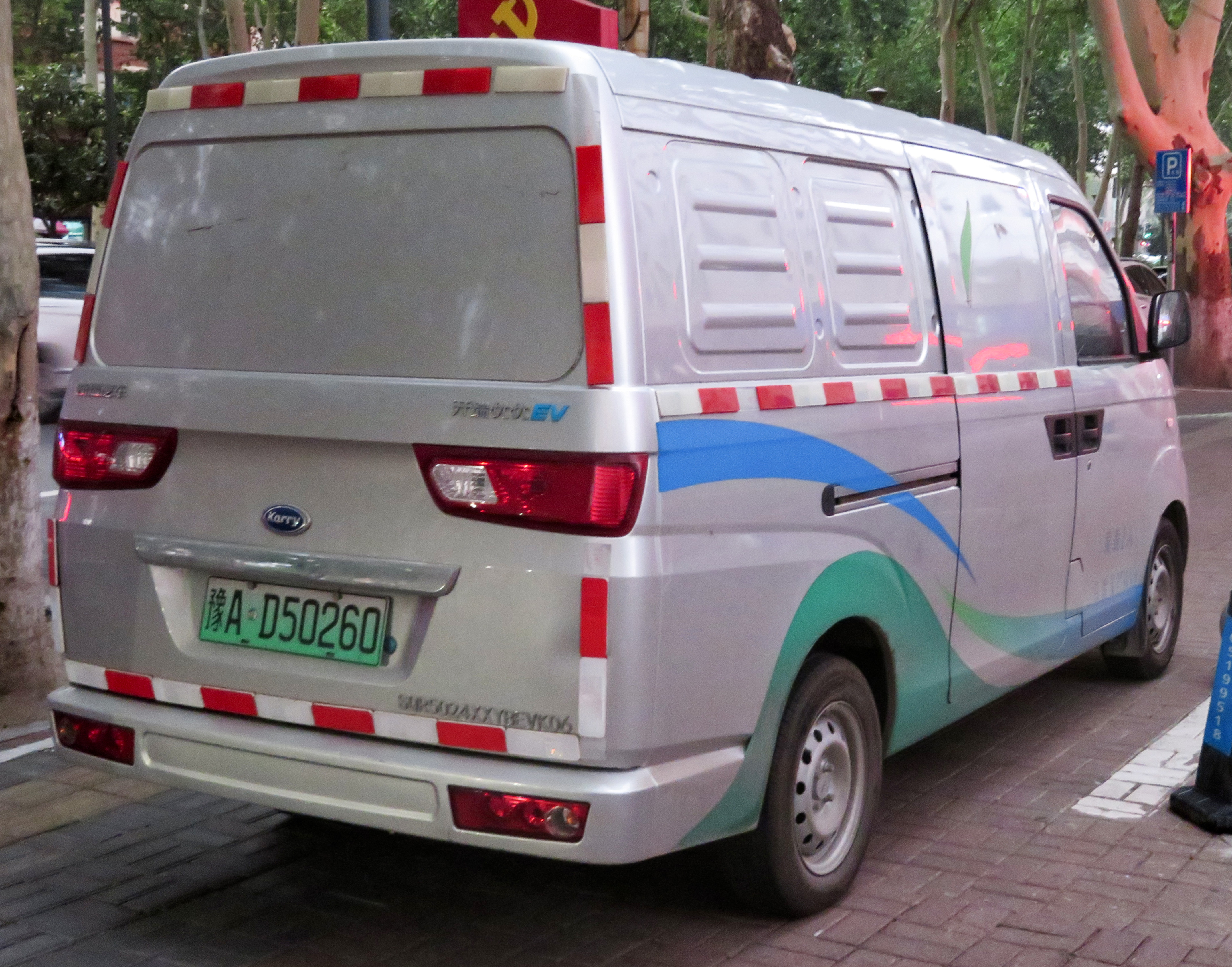
Вид сзади

### Yangtse WG5031XXYBEV
Yangtse WG5031XXYBEV — электромобиль на базе Chery Karry Youyou.

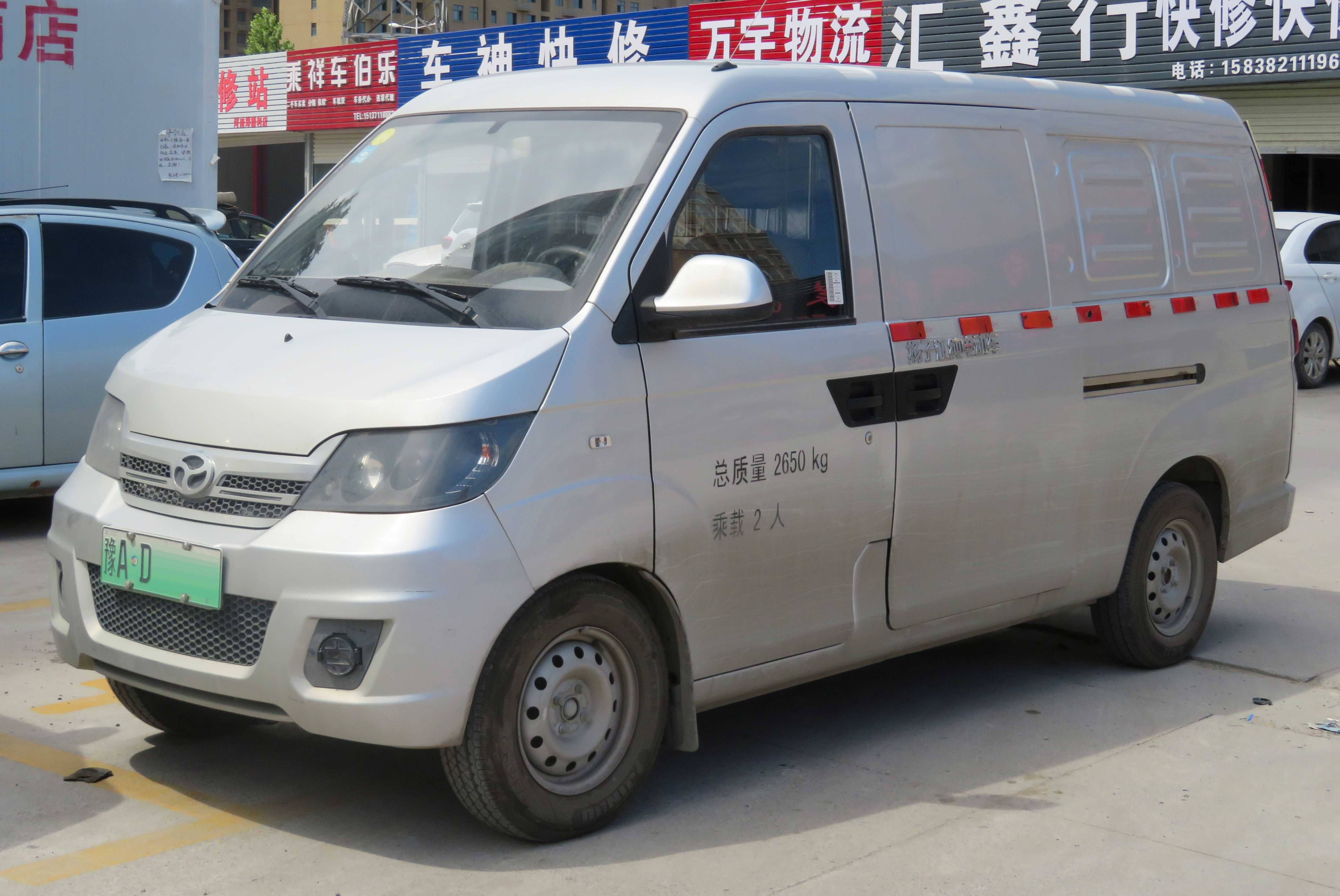
Вид спереди
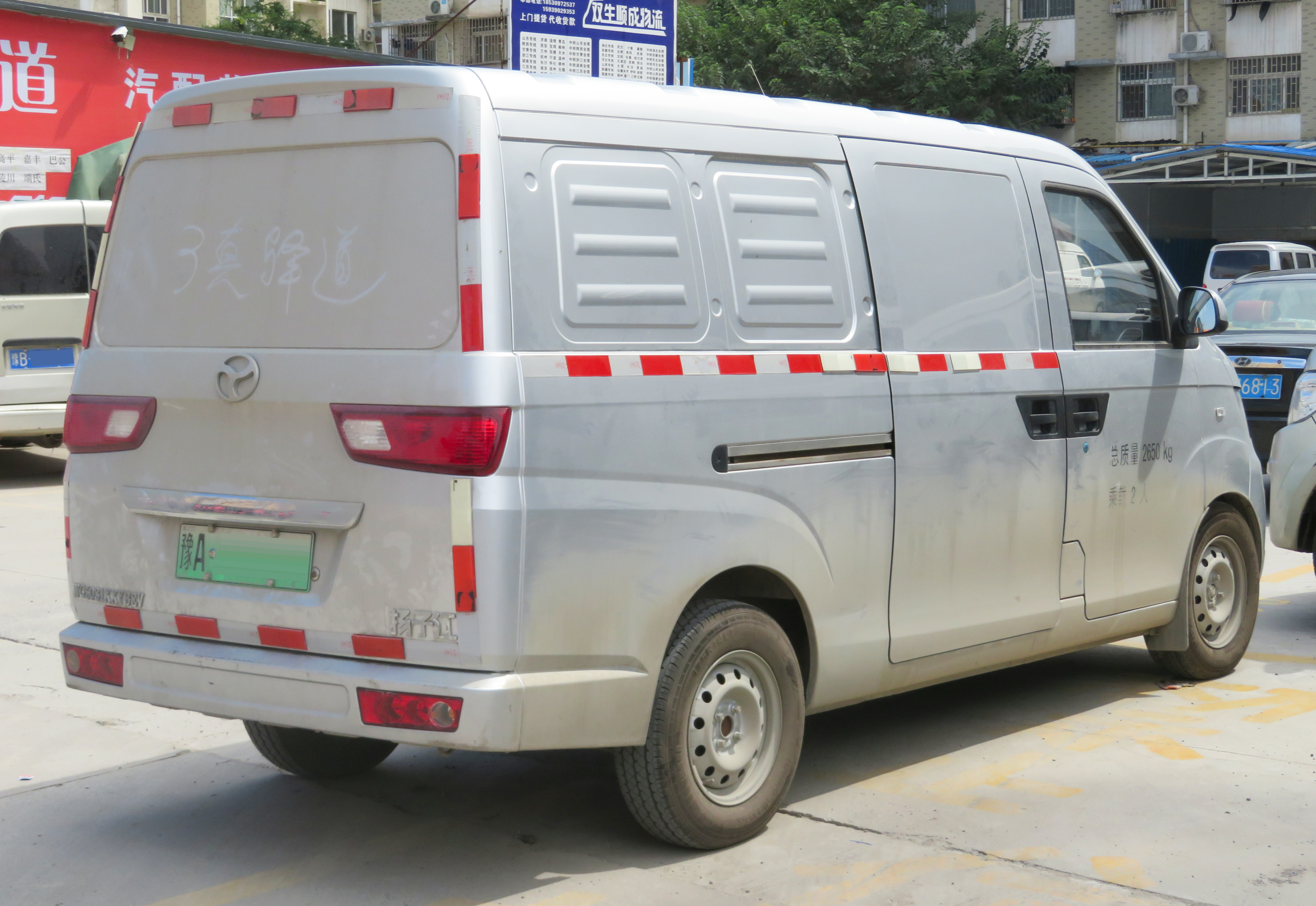
Вид сзади